# Condalia
Condalia ist eine Gattung aus der Familie der Kreuzdorngewächse (Rhamnaceae). Sie umfasst rund 20 Arten in Nord- und Südamerika. Der Gattungsname ehrt Antonio Condal (1745–1804), einen spanischen Arzt und Botaniker.

## Beschreibung

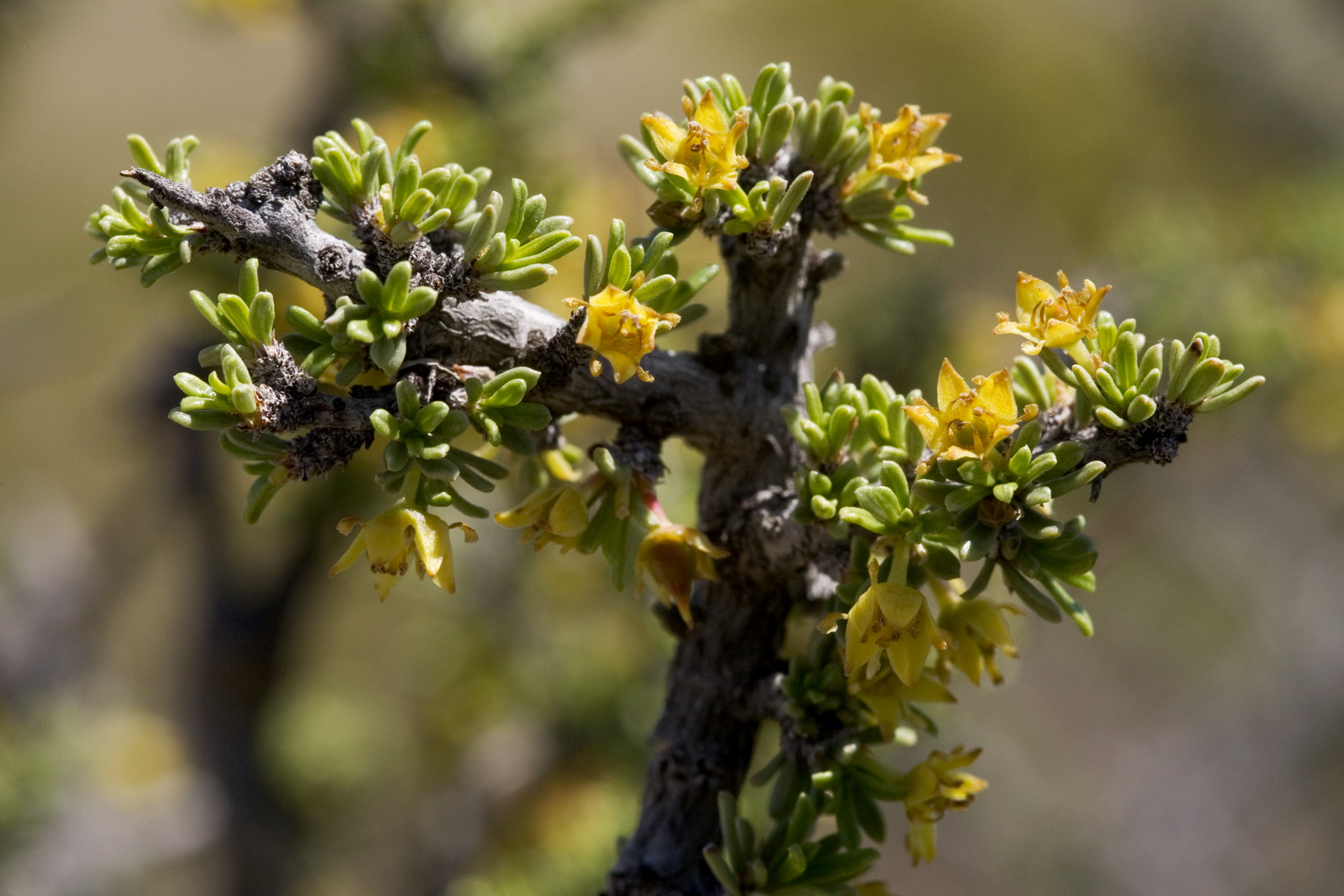
Condalia ericoides mit Blüten

Die Condalia-Arten sind immergrüne Sträucher oder kleine Bäume. Ihr Sprossaufbau zeigt eine ausgeprägte Differenzierung in Lang- und Kurztriebe. Die Kurztriebe enden in einem kräftigen Dorn. An ihnen sitzen Kurztriebe, die den Großteil der Blattmasse ausmachen. Die Blattstellung ist wechselständig, kann an den Kurztrieben aber scheinbar gebüschelt sein.
Die Blüten stehen einzeln oder in Büscheln (Faszikeln) in den Achseln der Kurztriebblätter. Der Blütenbecher, der bis zur Fruchtreife an der Basis der Frucht erhalten bleibt, ist becherförmig. Der mit dem Blütenbecher verwachsene Diskus ist dünn. Die Kronblätter fehlen meist oder sind – falls vorhanden – etwa so lang wie die Kelchblätter. Der oberständige Fruchtknoten besteht aus zwei Fruchtblättern und ist zweifächrig. Die Früchte sind Steinfrüchte mit einem oder zwei Steinkernen.

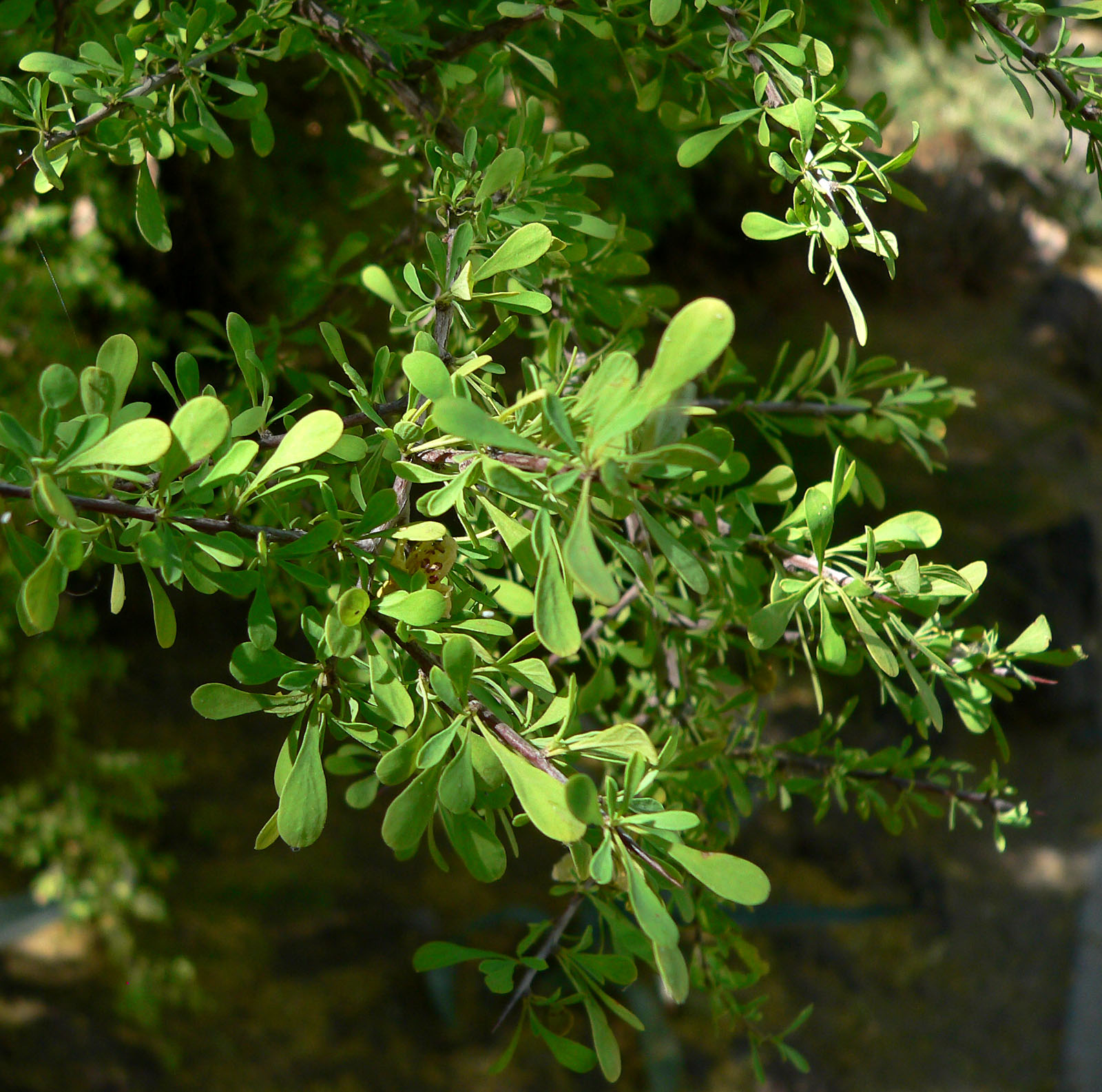
Lang- und Kurztriebe von Condalia globosa

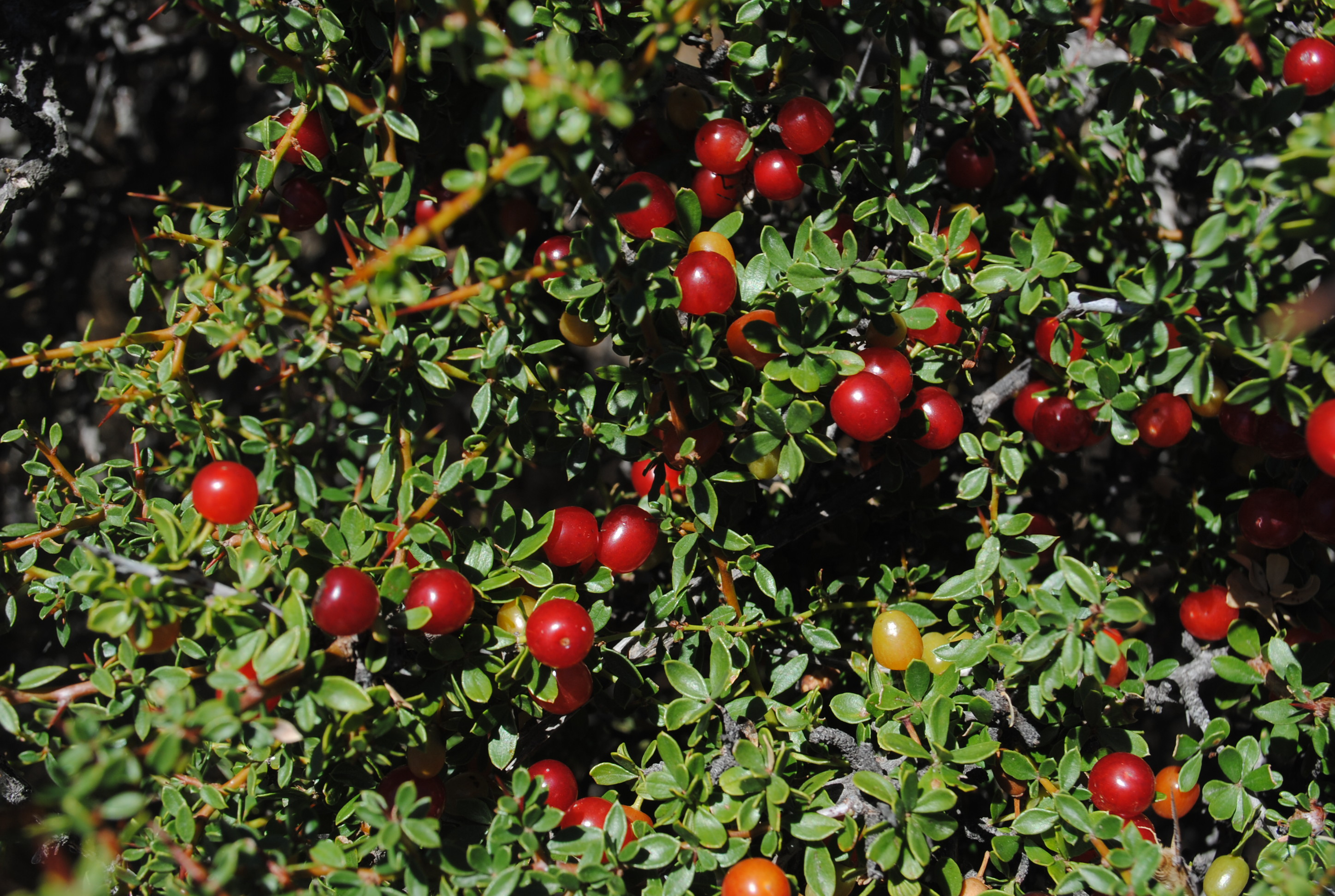
Condalia microphylla

## Verbreitung und Systematik
Die Gattung wurde 1799 durch Antonio José Cavanilles erstbeschrieben. Die Condalia sind sämtlich in Trockenregionen Nord- und Südamerikas heimisch. Innerhalb der Kreuzdorngewächse wird sie in die Tribus Rhamneae eingeordnet. Typusart der Gattung ist Condalia microphylla Cav.
Zu den rund 20 Arten zählen:
- Condalia buxifolia Reissek: Sie kommt in Bolivien, Brasilien und Argentinien vor.[7]
- Condalia correllii M.C.Johnst.: Südliches Arizona, New Mexico und Mexiko.[8]
- Condalia ericoides (A.Gray) M.C.Johnst.: Arizona bis Texas und nordöstliches Mexiko.[8]
- Condalia fasciculata I.M.Johnst.: Mexiko.[8]
- Condalia globosa I.M.Johnst.: Nordwestliches Mexiko.[8]
- Condalia hookeri M.C.Johnst.: Texas bis östliches Mexiko.[8]
- Condalia megacarpa A.Cast.: Argentinien.[8]
- Condalia mexicana Schltdl.: Mexiko.[8]
- Condalia microphylla Cav.: Sie kommt in Argentinien vor.[7]
- Condalia mirandana M.C.Johnst.: Mexiko.[8]
- Condalia montana A.Cast.: Sie kommt in Argentinien vor.[7]
- Condalia spathulata A.Gray: Texas bis nördliches Mexiko.[8]
- Condalia velutina I.M.Johnst.: Sie kommt im südlichen Mexiko vor.[7]
- Condalia viridis I.M.Johnst.: Texas bis nordöstliches Mexiko.[8]
- Condalia warnockii M.C.Johnst.: Texas, New Mexico und nördliches Mexiko.[8]
- Condalia weberbaueri Perkins: Sie kommt in Bolivien, Ecuador und Peru vor.[7]

Nicht mehr zu dieser Gattung wird gerechnet:
- Condalia ferrea Griseb. => Krugiodendron ferreum (Vahl) Urb.[8]

## Nachweise
1. ↑   Lotte Burkhardt: Verzeichnis eponymischer Pflanzennamen.  Botanic Garden and Botanical Museum Berlin, Freie Universität Berlin, Berlin 2016. ISBN 978-3-946292-10-4, doi:10.3372/epolist2016
2. 1 2 3  Diego Medan, Carsten Schirarend: Rhamnaceae. In: Klaus Kubitzki (Hrsg.): The Families and Genera of Vascular Plants. 6. Flowering Plants, Dicotyledons. Celastrales, Oxalidales, Rosales, Cornales, Ericales, Springer, Berlin 2004, ISBN 978-3-540-06512-8, S. 333.
3. 1 2  Fernández Nava R. 1986: Rhamnaceae. In: Flora de Veracruz, Fasc. 50. 63 S.
4. 1 2 3  Fernández Nava R. 1996: Rhamnaceae. In: Flora del Bajío y de regiones adyacentes, Fasc. 43. 68 S.
5. ↑  USDA Plants Database - Online
6. ↑  Catálogo de las Plantas Vasculares de la República Argentina -  Online (Memento vom 8. März 2009 im Internet Archive); abgerufen am 9. Februar 2024.
7. 1 2 3 4 5   Condalia im Germplasm Resources Information Network (GRIN), USDA, ARS, National Genetic Resources Program. National Germplasm Resources Laboratory, Beltsville, Maryland. Abgerufen am 27. April 2017.
8. 1 2 3 4 5 6 7 8 9 10 11 12  Datenblatt Condalia bei POWO = Plants of the World Online von Board of Trustees of the Royal Botanic Gardens, Kew: Kew Science.